# Strada statale 675 Umbro-Laziale
La strada statale 675 Umbro-Laziale (SS 675) è una strada statale che si sviluppa in Umbria e nel Lazio. La tratta attualmente in esercizio collega Terni, Orte e Viterbo per terminare nei pressi di Monte Romano. Il tratto ancora in fase di realizzazione condurrà fino all’autostrada Tirrenica, innestandosi tra Tarquinia e Civitavecchia.
Presenta caratteristiche di superstrada per tutto il suo percorso, cioè carreggiate separate e due corsie per senso di marcia.

## Storia
Il progetto di una superstrada che collegasse il porto di Civitavecchia alle industrie di Terni per poi giungere a Rieti risale agli anni sessanta; la sua realizzazione, però, ha avuto tempi molto lunghi. Il tratto Viterbo-Orte fu finanziato nel dicembre 1975.
Attualmente (maggio 2025), l'opera è completa fino a Monte Romano Est. L'ultimo lotto rimanente, da Monte Romano Est all’Autostrada A12, ha visto un rallentamento per l'annullamento, a seguito del ricorso al TAR di alcune associazioni ambientaliste, delle delibere del Consiglio dei Ministri del 1/12/2017 e del CIPE del 28/2/2018 che sancivano la compatibilità ambientale del progetto preliminare, precedentemente respinto dalla commissione di VIA.
Nell'aprile 2021 il MIMS aveva commissariato l'opera; il giorno 16 il relativo DPCM ha individuato la figura dell’ingegnere Ilaria Maria Coppa di ANAS. Per un più celere completamento dei lavori, il tratto mancante è stato suddiviso in due sub-lotti: Monte Romano Est-Tarquinia e Tarquinia-Autostrada A12.
Il termine dei lavori è previsto per aprile 2030.

## Percorso
L'arteria inizia a nord-est di Terni, nella frazione di San Carlo, dove il tracciato si collega alla SS 3 Via Flaminia mediante una rotatoria.
Dopo aver aggirato la città a nord e aver incrociato la SS 3 bis Tiberina, la strada prosegue in direzione sud-ovest superando Narni ed entrando nel Lazio, dove incrocia l'A1 Milano-Napoli all'altezza di Orte.
Il percorso continua in direzione ovest fino a Viterbo, che supera descrivendo un arco da nord-est a sud-ovest fino al vecchio termine dell'arteria in corrispondenza dell'innesto con la SS 2 Via Cassia a nord di Vetralla.
Il 19 aprile 2011 fu inaugurato il tratto che conduce fino alla località Cinelli, dove l'infrastruttura si innestava sulla SS 1 bis Via Aurelia.
Il tratto da Cinelli a Monte Romano è stato completato tra luglio 2016 e dicembre 2018), mentre il 3 agosto 2015 si è avviata la procedura di "VIA" per il tratto finale Monte Romano Est-Civitavecchia lungo circa 18 km, che sarà composto da 9 viadotti, 1 galleria e 2 svincoli. Dell'arteria così come concepita nella sua integrità fa parte anche un segmento già in esercizio che va dal porto di Civitavecchia all'innesto con l’A12 Roma-Tarquinia presso l'uscita Civitavecchia Porto, attualmente classificata come SS 698 del Porto di Civitavecchia.

### Denominazioni e itinerari
La SS 675 è parte:
- dell'itinerario S.G.C. Orte-Ravenna
- della strada europea E45 nel tratto tra il nodo viario di Terni e l'interconnessione A1 a Orte (in passato anche nota come RATO, Raccordo autostradale Terni-Orte)
- dell'itinerario ANAS Civitavecchia-Viterbo-Orte-Terni[14] (indicato come raccordo autostradale 13 nella circolare 08/96).
- insieme alla superstrada Rieti-Terni, della direttrice Civitavecchia-Orte-Terni-Rieti[15][16]
- il tratto Orte-Terni, insieme alle superstrade Rieti-Terni e Rieti-Torano, di una trasversale appenninica che collega la A1 alla A25 e quindi al mare Adriatico.

### Caratteristiche
La superstrada Umbro-Laziale è classificata come strada extraurbana principale. Presenta tre interconnessioni: due in esercizio, a Orte con la A1 (Autostrada del Sole) e a ovest di Terni con la strada statale 3 bis Tiberina; una in progetto, a sud di Tarquinia con la A12 (Autostrada Azzurra).

### Tabella percorso
In giallo il tratto in costruzione
In rosa il tratto in progettazione
| Umbro-Laziale |                                                                |       |                    |                                        |                |
| Tipo          | Indicazione                                                    | km    | Note               | Provincia                              | Strada europea |
|               | Fano San Carlo di Terni                                        | 0,0   | Rotatoria iniziale | TR                                     |                |
|               | Terni Est Rieti Cascate delle Marmore                          | 1,4   |                    | TR                                     |                |
|               | Terni Nord - Rovine di Carsulae                                | 6,5   |                    | TR                                     |                |
|               | Terni Ovest Liberati Visso - Macerata                          | 6,9   |                    | TR                                     |                |
|               | Ravenna Acciaierie di Terni                                    | 10,7  |                    | TR                                     |                |
|               | San Gemini Narni Scalo di Narni e San Gemini                   | 14,2  |                    | TR                                     |                |
|               | Narni Scalo Capitone                                           | 17,2  |                    | TR                                     |                |
|               | Galleria San Pellegrino (1085 m)                               | 19,1  |                    | TR                                     |                |
|               | Amelia Narni - Guardea - Orvieto                               | 21,0  |                    | TR                                     |                |
|               | Montoro                                                        | 23,1  |                    | TR                                     |                |
|               | Narni Nera Montoro                                             | 26,0  |                    | TR                                     |                |
|               | San Liberato Lago di San Liberato                              | 27,8  |                    | TR                                     |                |
|               | Acea Centrale idroelettrica di San Liberato                    | 29,3  |                    | TR                                     |                |
|               | Autosole (Casello di Orte) Raccordo Umbro-Laziale              | 30,5  | VT                 |                                        |                |
|               | Orte Terme di Orte Bassano in Teverina                         | 32,5  | VT                 |                                        |                |
|               | Chia - Soriano Bassano in Teverina - Orte Vignanello Vasanello | 37,8  | VT                 |                                        |                |
|               | Bomarzo Soriano Bassano in Teverina                            | 44,4  | VT                 |                                        |                |
|               | Vitorchiano Bagnaia Ortana                                     | 52,9  | VT                 |                                        |                |
|               | Montefiascone Bagnaia - Villa Lante                            | 55,3  | VT                 |                                        |                |
|               | Siena Montefiascone Lago di Bolsena Zona Industriale Poggino   | 59,1  | VT                 |                                        |                |
|               | Viterbo Nord Polizia Stradale sezione di Viterbo               | 59,5  | VT                 |                                        |                |
|               | Viterbo Tuscanese                                              | 60,5  | VT                 | Solo carreggiata est (direzione Terni) |                |
|               | Viterbo Settore Ospiti                                         | 61,8  | VT                 |                                        |                |
|               | Firenze Roma - Vetralla                                        | 66,7  | VT                 |                                        |                |
|               | Tuscania Vetralla Roma                                         | 71,0  | VT                 |                                        |                |
|               | Aurelia bis Cinelli - Vetralla                                 | 78,7  | VT                 |                                        |                |
|               | Monte Romano Est Aurelia bis Blera - Barbarano Romano          | 85,1  | VT                 | Rotatoria terminale                    |                |
|               | Galleria Monte Romano (~1500 m)                                | 86,5  | 1° stralcio        | VT                                     |                |
|               | Tarquinia Aurelia bis                                          | 93,8  | 1° stralcio        | VT                                     |                |
|               | GN01+GA03 (~1350+1050 m)                                       | 102,9 | 2° stralcio        | VT                                     |                |
|               | Monterozzi Aurelia bis                                         | 108,9 | 2° stralcio        | VT                                     |                |
|               | Roma - Tarquinia                                               | 115,9 | 2° stralcio        | VT                                     |                |

## Strada statale 675 bis Umbro-Laziale
La strada statale 675 bis Umbro-Laziale (SS 675 bis) rappresenta il naturale proseguimento della SS 3 bis Tiberina dopo l'interconnessione con la SS 675.
È breve e termina sulla SC Campore in località Sabbione. Per lavori di ammodernamento dello svincolo, che ne hanno anche variato la lunghezza, è stata chiusa al traffico e riaperta il 12 ottobre 2009.
La classificazione attuale è avvenuta col DPCMi del 23 novembre 2004; l'itinerario odierno è "Innesto con la S.S. 3 bis presso Mazzancollo - Innesto con la S.C. Via delle Campore".

## Strada statale 675 dir Umbro-Laziale
La strada statale 675 dir Umbro-Laziale (SS 675 dir) ha origine all'altezza dello svincolo per Amelia al km 21 circa della SS 675; dopo essersi unita con la SP 28 proveniente da Montoro, frazione di Narni, termina con un innesto sulla ex strada statale 205 Amerina in località San Pellegrino.
La classificazione attuale è avvenuta col DPCM del 23 novembre 2004; l'itinerario è: "Innesto con la S.S. n. 675 presso Amelia - Innesto con la S.P. n. 205 presso S. Pellegrino".

## Strada statale 675 racc Raccordo Umbro-Laziale
La Strada statale 675 racc Raccordo Umbro-Laziale (SS675 racc) ha una brevissima lunghezza (solo 2,85 km) e unisce la SP151, intersecandosi con la A1, alla SS675. Inoltre, mette in collegamento il casello di Orte all'uscita Orte - A1 della SS675. Dopo intensi lavori di riparazione del manto viabile, è stata riaperta il 13 novembre 2020